# Helena Marusarzówna

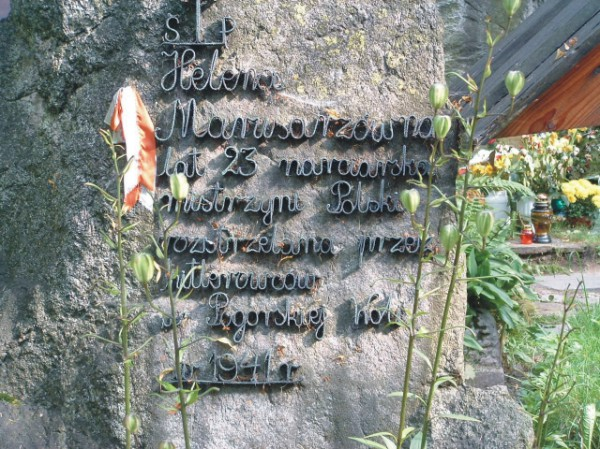
Nagrobek Heleny Marusarzówny na Cmentarzu Zasłużonych na Pęksowym Brzyzku w Zakopanem

Helena Marusarzówna (ur. 17 stycznia 1918 w Zakopanem, zm. 12 września 1941 w Pogórskiej Woli) – polska mistrzyni sportów narciarskich, kurierka tatrzańska, żołnierz Związku Walki Zbrojnej (ZWZ).

## Życiorys
Urodzona i zamieszkała w Zakopanem; córka Jana Marusarza i Heleny z Tatarów, siostra Stanisława, absolwentka szkoły handlowej w Zakopanem. Już w dzieciństwie wykazywała duże zdolności narciarskie. Jako kilkuletnie dziecko startowała w organizowanych z inicjatywy Kornela Makuszyńskiego zawodach narciarskich i kilkakrotnie je wygrywała. W styczniu 1935 została przyjęta do Sekcji Narciarskiej Polskiego Towarzystwa Tatrzańskiego. W latach 1936–1939 była najlepszą polską zawodniczką narciarską. Siedmiokrotna mistrzyni Polski w konkurencjach alpejskich (bieg zjazdowy, slalom i kombinacja norweska).
Od września 1939 uczestniczyła w polskim ruchu oporu, pełniąc od października rolę tajnej kurierki komórki „Zagroda” Oddziału Łączności Konspiracyjnej KG SZP-ZWZ do bazy „Romek” w Budapeszcie, przenosząc pocztę i przeprowadzając szlakiem górskim ludzi. Została schwytana w marcu 1940 przez żandarmerię słowacką i przekazana w ręce Gestapo. Była więziona w Muszynie, Nowym Sączu, w zakopiańskiej siedzibie gestapo „Palace”, w Tarnowie i w Krakowie na Montelupich. Torturowana wielokrotnie, nie zdradziła żadnej z tajnych informacji, jednakże gestapo znalazło w jej bagażu list w języku węgierskim i po wielu miesiącach skojarzyło to z osobą Stefanii Hanauskówny.
12 września 1941 rozstrzelano ją w Pogórskiej Woli koło Tarnowa (według innej wersji rozstrzelana 23 lipca 1941 roku w lesie Kruk w Skrzyszowie wraz z Janiną Bednarską i Stefanią Hanauskówną oraz innymi 3 kobietami).
Po ekshumowaniu jej szczątki uroczyście pochowano 27 listopada 1958 na Cmentarzu Zasłużonych na Pęksowym Brzyzku w Zakopanem (kw. P-I-13).

## Upamiętnienie
Odznaczona pośmiertnie Orderem Virtuti Militari, a w 1967 przez Radę Państwa Krzyżem Walecznych. 21 września 2019, podczas gali z okazji 100-lecia PZN, za wybitne zasługi dla niepodległości Rzeczypospolitej Polskiej, osiągnięcia sportowe oraz działalność na rzecz rozwoju sportów zimowych została przez prezydenta RP Andrzeja Dudę pośmiertnie odznaczona Krzyżem Wielkim Orderu Odrodzenia Polski.
W latach 1946–1994 w Zakopanem rozgrywany był Memoriał Bronisława Czecha i Heleny Marusarzówny; jej imię noszą ulice w Krakowie, Bydgoszczy, Zakopanem, Tarnowie, Nowym Sączu, Rzeszowie, Żarach, Gdańsku, Słupsku, Jastrzębiu-Zdroju, Łodzi, Radomiu, Lęborku, Otwocku, Rybniku, Krapkowicach (woj. opolskie), Jaworznie (woj. śląskie), Świdnicy (woj. dolnośląskie), Bełchatowie i Wrocławiu oraz kilka szkół w Polsce, między innymi szkoła w Szczyrku, Pogórskiej Woli, Zębie, Woli Rzędzińskiej, Otwocku, Dusznikach-Zdroju, Warszawie i Wrocławiu.
W 2022 roku powstał film o jej bracie pt. „Marusarz. Tatrzański orzeł”, w którym także jest upamiętniona jej historia.